# キエるマキュウ
キエるマキュウは、BUDDHA BRANDのMCであるCQとMAKI THE MAGIC、ILLICIT TSUBOIのユニット。
有限会社第三ノ忍者所属。

## メンバー
- CQ　(本名：平栗隆)　（MC）
  - BUDDHA BRANDのメンバーでもある。
  - ソロとしても数多くの作品に参加している。

- MAKI THE MAGIC　(本名：槙茂樹)　（MC）
  - DJ、トラックメーカーとしても活躍。
  - 2013年7月14日、脳内出血のため逝去。享年46。[1]
  - 既婚者であり、3人の子持ちでもあった。また、3人目の息子はMAKI THE MAGIC逝去後の2013年10月17日に誕生した[2]。偶然にもこの日はMAKI THE MAGIC追悼イベント『MAGIC FOREVER』が開催された日でもあった。

- ILLICIT TSUBOI　(本名：坪井千冬)　（DJ）
  - 別名・The Anticipation Illicit Tsuboi。
  - 過去にはMCA.K.I.と共にA.K.I.Productions.のメンバーとしても活動していた。
  - DJ、サウンドエンジニア、トラックメーカーとしても活躍。

## 来歴
- 1998年に活動を開始する。同年デビューシングル『NANJAI』を発売。
- 2000年11月30日、1stアルバム『TRICK ART』を発売。
- 2002年4月12日、2ndアルバム『マネーメリーゴーランド』を発売。
- 2003年1月30日、1stミニアルバム『失恋ヘビー級』を発売。さらに同年9月26日には3rdアルバム『THE PEEP SHOW (SUPER FREAK)』を発売。その後キエるマキュウとしての作品のリリースは暫く途絶える。
- 2012年6月20日、前作から約9年振りとなる4thアルバム『Hakoniwa』を発売。
- 2013年7月14日、メンバーであるMAKI THE MAGICが脳内出血のため46歳という若さで急逝。突然の出来事に長年の盟友でありメンバーでもあるCQ、Illicit TsuboiやDJ TAIKIは自身のTwitterで悲痛とも言えるコメントを残していた[3][4]。同年10月17日にはMAKI THE MAGICの死を偲んでclub asiaにて追悼イベント『MAGIC FOREVER』が開催され、メンバーであるIllicit Tsuboi、CQは勿論、RHYMESTER、KOHEI JAPAN、スチャダラパー、Zeebra、K DUB SHINE、DJ OASIS、サイプレス上野とロベルト吉野、DABO、PRIMAL&MEGA-Gなどの面々が、ゲストとして参加した。
- 2014年3月26日、MAKI THE MAGICトリビュートアルバム『DEDICATED TO MAKI THE MAGIC - MAGIC MAGIC MAGIC』が発売。
- MAKI THE MAGICの死から約1年後の2014年7月16日、キエるマキュウ史上初となるベスト盤『明日に向かって撃て!』が発売。
- 2014年10月15日、2枚目となるベストアルバム「THE SECRET OF KIERUMAKYU 大リーグボール2号のひみつ」が発売。

## ディスコグラフィー

### シングル

#### アナログ
- 『NANJAI』　（1998年1月1日）　漫☆画太郎に似せた画風の絵を使用している。
- 『バットウカスミ斬り / 第三ノ忍者』　（2000年1月1日）
- 『ナゼナラ / 抜け忍』　（2000年1月1日）
- 『土曜日の実験室』　（2001年1月1日）
- 『ガラスの森』　（2002年1月1日）
- 『鉄の爪』　（2003年1月1日）
- 『AKAZU NO FUMIKIRI』　（2003年1月1日）
- 『DO THE HANDSOME』　（2014年12月24日）

#### CD
|     | 発売日        | タイトル                 | 規格品番   | 収録曲                                                                              | 備考                 |
| --- | ------------- | ------------------------ | ---------- | ----------------------------------------------------------------------------------- | -------------------- |
| 1st | 2002年2月14日 | 『ICE CUBE / MOZU』      | D3N-CD-002 | 1. ICE CUBE 2. MOZU 3. ICE CUBE REMIX 4. ICE CUBE instrumental 5. MOZU instrumental | 第三ノ忍者レコード   |
| 2nd | 2003年8月27日 | 『DREAMER / SOME GIRLS』 | D3N-CD-006 | 1. DREAMER 2. SOME GIRLS 3. DREAMER(inst) 4. SOME GIRLS(inst)                       | 第三ノ忍者RECORDINGS |

### アルバム

#### オリジナルアルバム
|     | 発売日         | タイトル                        | 規格品番   | 備考                         |
| --- | -------------- | ------------------------------- | ---------- | ---------------------------- |
| 1st | 2000年11月30日 | 『TRICK ART』                   | D3NCD-001  | 第三ノ忍者レコード           |
| 2nd | 2002年4月12日  | 『マネーメリーゴーランド』      | D3N-CD-003 | FILE RECORDS Inc.            |
| 3rd | 2003年9月26日  | 『THE PEEP SHOW (SUPER FREAK)』 | D3N-CD-007 | 第三ノ忍者RECORDINGS         |
| 4th | 2012年6月20日  | 『HAKONIWA』                    | MUSIC-001C | 第三ノ忍者 オリコン最高176位 |

#### ミニアルバム
|     | 発売日        | タイトル         | 規格品番 | 備考               |
| --- | ------------- | ---------------- | -------- | ------------------ |
| 1st | 2003年1月30日 | 『失恋ヘビー級』 | D3NCD004 | 第三ノ忍者レコード |

#### ベストアルバム
|     | 発売日         | タイトル                                               | 規格品番   | 備考                         |
| --- | -------------- | ------------------------------------------------------ | ---------- | ---------------------------- |
| 1st | 2014年7月16日  | 『明日に向かって撃て!』                                | MUSIC-003C | 第三ノ忍者 オリコン最高207位 |
| 2nd | 2014年10月15日 | 『THE SECRET OF KIERUMAKYU 大リーグボール2号のひみつ』 | MUSIC-004C | 第三ノ忍者                   |

#### トリビュートアルバム
| 発売日        | タイトル                                            | 規格品番   | 備考 |
| ------------- | --------------------------------------------------- | ---------- | --- |
| 2014年3月26日 | 『DEDICATED TO MAKI THE MAGIC - MAGIC MAGIC MAGIC』 | MUSIC-002C | 第三ノ忍者 2013年7月に急逝したMAKI THE MAGICが生前、制作していた未発表曲に他アーティストがコラボしたトリビュート盤。 オリコン最高251位 |

#### その他
- MACKDADDY　『LE TOUR DE DANCE SOUND TRAXXX』　（2007年10月10日）
  - 12. 「MACKDADDY」
- 『Fight Back Again (another Theme From SxWxAxT) Ft. GORE-TEX』　2013年7月15日より、SoundCloud上にて1週間限定公開。

### 参加楽曲

#### キエるマキュウ
- RHYMESTER　『リスペクト改』　（2000年2月26日）
  - 6.  「Hey,DJ JIN（仮面貴族ルチャリブレREMIX）」
- KOHEI JAPAN　『The Adventures of KOHEI JAPAN』　（2000年8月31日）
  - 9.　「夜の狩人 Feat. キエるマキュウ & 宇多丸」
- DJ OASIS　『東京砂漠』　（2001年1月31日）
  - 12. 「ミステリーサークル feat. キエるマキュウ」
- DJ HASEBE　『ザビエル3800』　（2001年2月21日）
  - 1. 「ザビエル3800 Feat. キエるマキュウ & sugar soul」
- JUJU　『WET DREAMS feat. キエるマキュウ』　（2001年5月25日）
  - 1. 「WET DREAMS feat. キエるマキュウ (MAIN VERSION)」-※アナログ盤のみ。
- SHAKKAZOMBIE　『WHAT U WANT?』　（2002年6月5日）
  - 3. 「激奏ライム (It’s My Party) (REMIX) (feat. キエるマキュウ)」
- DJ HASEBE　『TAIL OF OLD NICK』　（2002年7月10日）
  - 3. 「XAVIER (OLD NICK ver.) (feat. キエるマキュウ & sugar soul)」
- GEEK　『Continuation』　（2004年4月28日）
  - 18. 「Weekender feat. キエるマキュウ, Chopstick」
- TAB001　『ライフ・スタイル・マスター』　（2010年10月2日）
  - 15. 「Grand Masta Bater feat. キエるマキュウ」
- RHYMESTER　『ダーティーサイエンス』　（2013年1月30日）
  - 4. 「ドサンピンブルース feat. キエるマキュウ」
- ILLTECNIX　『Mic In My Hand』　（2013年10月25日）
  - 5. 「Natural Four feat. キエるマキュウ」
- CAMPANELLA　『VIVID』　（2014年4月30日）
  - 13. 「HIP HOP 女郎地獄 feat. キエるマキュウ, TOSHI蝮」

#### MAKI THE MAGIC
- MAKI & TAIKI　『MAKI & TAIKI on the 1＋2』　（1996年1月25日）
  - 3. 「バスドラ発～スネア行 feat. MURO Produced by MAKI THE MAGIC」
  - 4. 「メモリーレーン・陰 feat. GAMA Produced by MAKI THE MAGIC」
- RHYMESTER　『リスペクト』　（1999年7月20日）
  - 10. 「ビッグ・ウェンズデー feat. MAKI THE MAGIC」
- オムニバス　『HARLEM RECORDINGS PRESENTS HARLEM ver.1.0』　（2002年5月29日）
  - 3. 「TOP DRUNKERS SHOW Part.1」-※KOHEI JAPAN & TOP DRUNKERS名義
- オムニバス　『HARLEM RECORDINGS PRESENTS HARLEM ver.1.7』　（2002年12月18日）
  - 7. 「TOP DRUNKERS SHOW Part.1 ~FORCE of NATURE Remix~」-※KOHEI JAPAN & TOP DRUNKERS名義
- 漢　『導 ~みちしるべ~』　（2005年1月26日）
  - 12. 「紫煙 feat. MAKI THE MAGIC」
- 湘南乃風 『カラス』 （2005年4月6日）
  - 2. 「2005年4月6日、大日本警告 J.P.Nへの意義主張 Produced by MAKI THE MAGIC」
- PRIMAL　『眠る男』　（2007年9月27日）
  - 13. 「SHADOW feat. MAKI THE MAGIC」
  - 14. 「My Way Produced by MAKI THE MAGIC」
- 鉄板BOYZ　『鉄板BOYZ 』　（2008年4月18日）
  - 2. 「鉄板BLUES feat. MAKI THE MAGIC」
  - 3. 「鉄板BLUES feat. MAKI THE MAGIC -Long Version-」
- 山仁　『クッキーマン』　（2008年10月10日）
  - 12. 「Democase feat. MAKI THE MAGIC」
- SATUSSY　『THE NOVEL』　（2008年11月27日）
  - 2. 「ライミングサン feat. MAKI THE MAGIC Produced by MAKI THE MAGIC」
- オムニバス　『SPLIT EP VOL.1』　（2009年6月17日）
  - 5. 「時間厳守 feat. MAKI THE MAGIC,SATUSSY」
- RHYMESTER　『マニフェスト』　（2010年2月3日）
  - 12. 「Come On!!!!!!!! Produced by MAKI THE MAGIC」
- DOUGH BOY　『RED WIND』　（2010年12月24日）
  - 1. 「RED WIND Produced by MAKI THE MAGIC」
- YAMAZIN　『KIMIGAYO』　（2012年7月11日）
  - 3. 「MAGIC SPICE Produced by MAKI THE MAGIC」
- PRIMAL　『プロレタリアート』　（2013年8月21日）
  - 2. 「武闘宣言2.0 Produced by MAKI THE MAGIC」

#### CQ
- 四街道ネイチャー　『V.I.C.TOMORROW』　（1999年6月25日）
  - 10. 「Take Care Of Your Onaka (おなか大切に'98) feat. ECD,CQ」
- DEV LARGE　『DEV LARGE PRESENTS MUSIC EVOLUTION αEP』　（2001年4月25日）
  - 4. 「BEAT DOWN(LOST TAPE FROM ’92 MIX) feat. CQ,NIPPS a.k.a.ILLMATIC BUDDHA MC’S」
- DABO　『PLATINUM TONGUE』　（2001年6月13日）
  - 16. 「この指止まれ feat. CQ」
- DJ MASTERKEY　『DADDY’S HOUSE VOL.1』　（2001年10月11日）
  - 12. 「サイコロ52 feat. NIPPS,CQ」
- NIGO　『(B)APE SOUNDS』　（2004年2月5日）
  - 2. 「SUPERCONDUCTIVITY feat. ANI & CQ Produced by Force Of Nature」
- スチャダラパー　『THE 9th SENSE』　（2004年4月28日）
  - 13. 「リーグ オブ レジェンド feat. DEV LARGE, CQ from BUDDHA BRAND」
- 刃頭　『日本代表』　（2004年12月22日）
  - 16. 「湾岸ドライブ feat. CQ + DEV LARGE」
- DJ MASTERKEY　『DADDY’S HOUSE VOL.3』　（2005年1月26日）
  - 15. 「サイコロ52 pt.2 feat. NIPPS,CQ」
- DEV LARGE　『THE ALBUM』　（2006年11月29日）
  - 3. 「BACK TO BURN  feat. CQ,Twinkle」
- G.K.MARYAN　『KEEP ON MOVIN’3』　（2007年12月19日）
  - 5. 「DANCEHALL BOOGIE feat. CQ」
- V.A.　『DEDICATED TO MAKI THE MAGIC - MAGIC MAGIC MAGIC』　（2014年3月26日）
  - 5. 「Dr.Pepper（CQ & DJ Taiki名義）」

## ミュージックビデオ
| 曲名                                               |
| 「ICE CUBE」「ガラスの森」「パズル」「罵倒霞斬り」 |

## 出演
- 2000年12月15日・2001年03月30日 - テレビ東京系「Bの流派」
- 2002年05月10日・2003年09月05日 - テレビ東京系「流派R」